# Battaglia di Hatfield Chase
La battaglia di Hatfield Chase fu combattuta il 12 o 14 ottobre del 632 o 633 a nord di Doncaster, nello Yorkshire del sud, tra Edwin, re di Deira e Bernicia e bretwalda, o sovrano supremo, e quelle congiunte del reame gallese di Gwynedd (guidate da Cadwallon ap Cadfan) e della Mercia (condotte da Penda).
Edwin fu ucciso e il suo esercito sconfitto. Poiché si era convertito al cristianesimo nel 627, mentre gli attaccanti erano rimasti pagani, subito dopo la sua morte fu considerato santo e martire Anche il figlio Osfrith trovò la morte durante lo scontro, mentre l'altro figlio, Eadfrith, fu catturato da Penda e successivamente eliminato.
L'attacco a Edwin e la sua sconfitta furono dovuti probabilmente alla minaccia che la sua potenza rappresentava per gli altri sovrani della regione. Pochi anni prima il re Cadwallon era stato assediato e sconfitto da Edwin, che aveva aggiunto ai propri domini l'Anglesey. Penda cercava di consolidare il proprio potere sulla Mercia: secondo il Venerabile Beda riuscì infatti a salire sul trono proprio in seguito alla vittoria ottenuta. All'alleanza potrebbe aver partecipato anche la casa reale di Bernicia, che in seguito alla sconfitta e uccisione del re Aethelfrith aveva perduto i propri domini a vantaggio di Edwin: il figlio di Aethelfrith, Eanfrith, ottenne infatti il trono di Bernicia dopo la battaglia, mentre il cugino di Edwin, Osric, ebbe il trono di Deira.
L'alleanza tuttavia non si mantenne a lungo e l'anno successivo Cadwallon uccise Eanfrith e fu a sua volta sconfitto e ucciso dal fratello di questi, Oswald, che riuscì quindi a riunire nuovamente nelle sue mani Bernicia e Deira, dando definitivamente origine al potente regno di Northumbria e divenne a sua volta bretwalda.